# Scyliorhinus boa
Scyliorhinus boa es una especie de peces de la familia Scyliorhinidae en el orden de los Carcharhiniformes.

## Morfología
• Los machos pueden llegar alcanzar los 54 cm de longitud total.

## Reproducción
Es ovíparo

## Hábitat
Es un pez de mar que vive entre 329-676 m de profundidad

## Distribución geográfica
Se encuentra en Barbados, las Pequeñas Antillas, La Española, Jamaica y, también, desde Honduras hasta Colombia.